# جانگل سیتی استودیوز
جانگل سیتی استودیوز (انگلیسی: Jungle City Studios) یک استودیوی ضبط واقع در چلسی، منهتن است که توسط آن مینچیلی و آلیشا کیز تأسیس و اداره شده‌است.

## ضبط شده در استودیوی جانگل سیتی
- بیانسه – ۴ (۲۰۱۱)[۱]
- Professor Green – At Your Inconvenience (2011)[۱]
- شر لوید – Sticks and Stones (۲۰۱۱)[۱]
- ریانا – تاک دت تاک (۲۰۱۱)[۱]
- امیلی ساندی – تلقی ما از اتفاقات (۲۰۱۲)[۱]
- فان – Some Nights (۲۰۱۲)[۲]
- ریک راس – God Forgives, I Don't (۲۰۱۲)[۱]
- دی‌جی خالد – Kiss the Ring (۲۰۱۲)[۱]
- آلیشا کیز – Girl on Fire (۲۰۱۲)[۱]
- جاستین تیمبرلیک – تجربه ۲۰/۲۰ (۲۰۱۳)[۳]
- دپش مد – دلتا ماشین (۲۰۱۳)[۱]
- کلی رولند – Talk a Good Game (۲۰۱۳)[۱]
- رابین تیک – Blurred Lines (۲۰۱۳)[۱]
- ناز – Life Is Good (۲۰۱۲)[۱]
- جاستین تیمبرلیک – The 20/20 Experience – 2 of 2 (۲۰۱۳)[۱]
- جی-زی – Magna Carta Holy Grail (۲۰۱۳)
- پوشا تی – My Name Is My Name (۲۰۱۳)[۱]
- ام.آی.ای. – Matangi (۲۰۱۳)[۱]
- بیانسه – بیانسه (۲۰۱۳)[۴]
- فارل ویلیامز – دختر (۲۰۱۴)[۱]
- ایگی آزیلیا – کلاسیک جدید (۲۰۱۴)[۱]
- ماریا کری – Me. I Am Mariah... The Elusive Chanteuse (۲۰۱۴)[۱]
- Irma – Faces (۲۰۱۴)[۱]
- جان بلیون – The Definition (۲۰۱۴)
- اد شیرن – ضرب (۲۰۱۴)[۱]
- مایکل جکسون – «جایی بدون هیچ نام» (۲۰۱۴)[۱]
- نیکی میناژ – د پینک‌پرینت (۲۰۱۴)[۱]
- جی. کول – ۲۰۱۴ فورست هیلز درایو (۲۰۱۴)
- تیلور سوئیفت – ۱۹۸۹ (۲۰۱۴)[۵]
- جاستین بیبر – هدف (۲۰۱۵)
- بیانسه – «تمام شب» (۲۰۱۶)
- ریانا – ضد (۲۰۱۶)
- زین ملک – ذهن من (۲۰۱۶)
- کندریک لامار – لعنت (۲۰۱۷)
- لرد - ملودراما (۲۰۱۷)
- دمی لواتو - به من بگو دوستم داری (۲۰۱۷)
- نیکی میناژ - ملکه (۲۰۱۸)
- آریانا گرانده - ممنون، بعدی (۲۰۱۹)[۶]
- د ویکند - آخر شب (۲۰۲۰)